# Piper marequitense
Piper marequitense är en pepparväxtart som beskrevs av C. Dc.. Piper marequitense ingår i släktet Piper och familjen pepparväxter. Inga underarter finns listade i Catalogue of Life.